# Атаманець Іван
Атаманець Іван (1882, за іншими даними — 1886, с. Нижчі Луб'янки, нині Збаразького району Тернопільської області — 13 грудня 1985, м. Гемтремк, штат Мічиган, США) — український диригент, громадсько-культурний діяч.

## Життєпис
Від 1913 — в США.
1926 заснував Український національний хор «Думка» в Детройті, з яким до 1953 виступав у США та Канаді.
Керував українською школою, духовим оркестром, хором ім. М. Лисенка.
Почесний голова Комітету українських студій в Університеті Іллінойсу.